# 제주MBC 즐거운 오후 2시
임서영의 즐거운 오후 2시는 제주MBC 표준FM(제주시 FM 97.9MHz, 서귀포시 FM 97.1MHz, 제주 서부 FM 106.5MHz)에서 평일 오후 2시 5분부터 오후 4시까지 방송되는 제주 전 지역의 오락 전문 라디오 프로그램이다.

## 기획 의도
나른해지기 쉬운 오후 시간! 신나는 음악과 즐거운 이야기로 여러분의 오후에 활력을 불어넣어 드립니다!

## 코너소개
임서영의 즐거운 오후 2시는 요일별로 다양한 코너로 구성되어 있다.

### 매일코너
- 이야기 퀴즈 : 순댁이어멍이 제주어로 이야기하는 '이것'은 무엇일까요? 정답과 한줄 사연을 #4400번(유료문자:단문 50원/장문 100원)으로 보내주세요.
- 뭐 햄수과, 식사는 하셔수과 : "즐거운 오후 2시"에 전화든 문자든 한번이라도 참여했다면 행운의 기회가! 청취자들께 무작위로 전화를 걸어 "영인농협 아산맑은쌀 10kg"을 드립니다.
- 사연소개 : 삶의 희로애락이 담긴 여러분의 사연을 만나봅니다.

### 요일별 코너
- 월요일 - 느영나영 퀴즈 : 우리의 쓰던 제주어를 퀴즈로 풀며 알아보는 시간
- 화요일 - 신호등 퀴즈 : 한국도로교통공단 제주지부 임민철 부장과 함께 퀴즈로 교통상식을 알아봅니다.
- 수요일 - 새참 시키신 분 : 출출한 오후, 여러분의 일터로 새참을 보내드립니다.
- 목요일 - 찾아봐 맞혀봐! 숨은 가사 찾기 : 노래를 잘 듣다가 다음 가사를 맞춰 보세요
- 금요일 - 건강이 최고더라 : 현경철 한의사와 함께 건강도 챙기고 퀴즈도 풀어 봅니다.

## 같이 보기
- 제주문화방송
- MBC 표준FM
- 박준형, 박영진의 2시만세